# Матрахов, Евгений Олегович
Евгений Олегович Матрахов (род. 10 августа 1990, Ленинград, СССР) — российский футболист, полузащитник.

## Карьера
Воспитанник петербургского футбола. В 2008 году выступал за местный «Зенит-2». В 2009 году играл в дубле «Ростова», после чего отправился в подольский «Витязь». С 2012 года защищал цвета «Петротреста». Летом 2013 года подписал контракт с петербургским «Динамо». Зимой 2014 года был арендован «Севером». В июле 2015 года пополнил ряды «Сахалина».

## Достижения
- Победитель Второго дивизиона (2): 2011/12 (зона «Запад»), 2017/18 (зона «Восток»)
- Серебряный призёр зоны «Восток» Второго дивизиона (3): 2015/16, 2018/19, 2019/20
- Бронзовый призёр зоны «Восток» Второго дивизиона: 2016/17